# Martyn Jordan
Martyn Jordan (ur. 7 marca 1865 w Clifton, zm. 14 lipca 1902 w Newport) – walijski rugbysta, reprezentant kraju.
Związany był z Guy's Hospital Football Club, był kapitanem London Welsh, a dla Newport RFC w sezonach 1883/84–1888/89 w 36 meczach zdobył 16 przyłożeń i jedno podwyższenie. W Home Nations Championship w latach 1885 i 1889 rozegrał łącznie trzy spotkania dla walijskiej reprezentacji zdobywając dwa przyłożenia, które wówczas nie miały jednak wartości punktowej.